# Anatole Collinet Makosso
Pour les articles homonymes, voir Makosso.
Anatole Collinet Makosso est un écrivain et homme politique congolais né le 11 mars 1965 à Pointe-Noire. Il est Premier ministre de la république du Congo depuis mai 2021, sous la présidence de Denis Sassou-Nguesso.
Il fut précédemment ministre de l'Enseignement primaire et secondaire dans les gouvernements Mouamba I et Mouamba II de 2016 à 2021, ainsi que ministre de la Jeunesse et de l'Instruction civique de 2011 à 2016.

## Biographie

### Débuts
Né le 11 mars 1965 à Pointe-Noire, Anatole Collinet Makosso est issu de l'ethnie Vili. Il passe son baccalauréat en 1986, puis devient instituteur à Brazzaville le temps d’obtenir sa licence en droit public de l’université Marien-Ngouabi en 1990. Il est nommé conseiller politique du préfet du Kouilou. De 1998 à 2011, il est conseiller du président Denis Sassou Nguesso, tout en étant directeur du cabinet de la première dame, Antoinette Sassou Nguesso. En 2009, à la suite du décès de la fille du président, Édith Bongo, il publie une collection de poèmes et d'histoires qui lui sont consacrés.

### Carrière politique

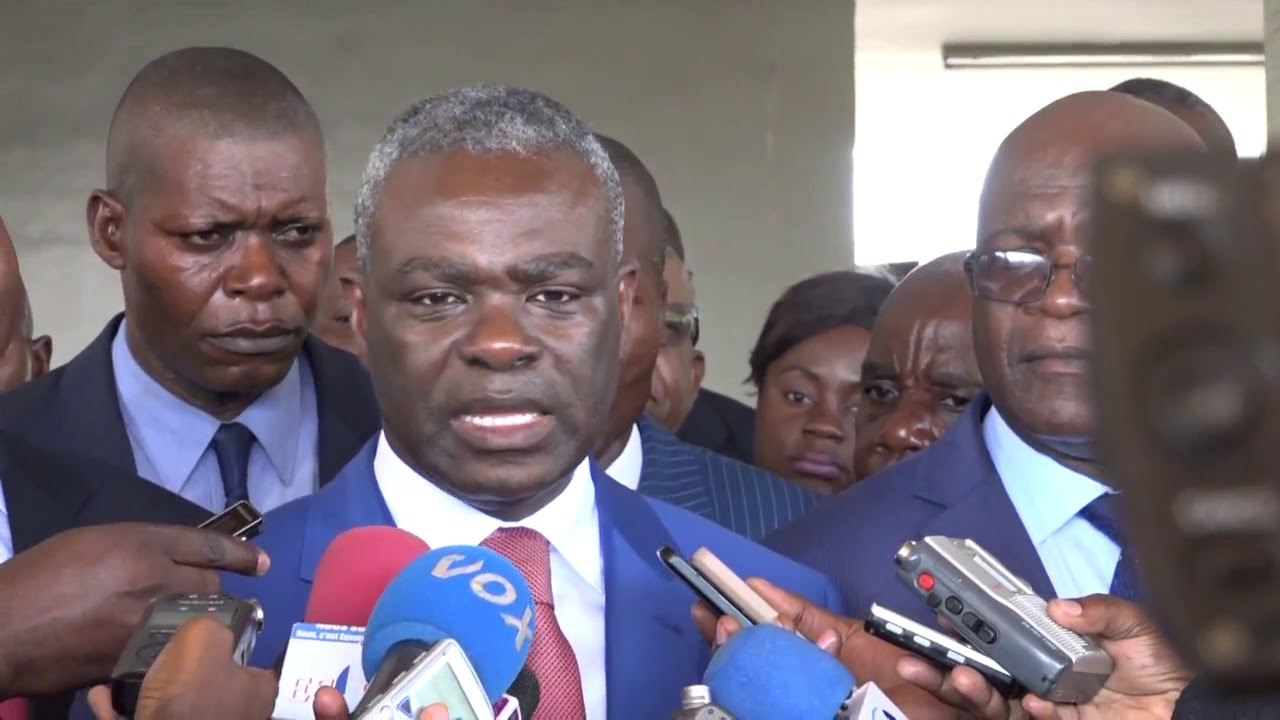
Anatole Collinet Makosso répondant aux journalistes en tant que ministre de l'Enseignement (2017).

Anatole Collinet Makosso est nommé au gouvernement en tant que ministre de la Jeunesse et de l'Instruction civique dans le cadre d'un remaniement mineur le 17 août 2011. Il reprend le ministère de son prédécesseur, Zacharie Kimpouni, le 25 août 2011.
Le 10 août 2015, il est nommé Ministre de l'Enseignement primaire et secondaire, de la Jeunesse et de l'Instruction civique, élargissant ainsi ses responsabilités. Après la victoire de Denis Sassou-Nguesso à l'élection présidentielle de mars 2016, ce dernier nomme Destinée Armélia Doukaga pour remplacer Anatole Collinet Makosso en tant que Ministre de la Jeunesse et de l'Instruction civique le 30 avril 2016, tout en le conservant comme Ministre de l'Enseignement primaire et secondaire.
Aux élections législatives de juillet 2017, il se présente comme le candidat du Parti congolais du travail (PCT) au pouvoir dans la première circonscription de Loandjili à Pointe-Noire. Il remporte le premier tour de scrutin avec 72 % des voix, battant Julien Makoundi-Tchibinda, secrétaire général du Rassemblement pour la démocratie et le progrès social (RDPS); la circonscription était auparavant représentée par un membre du RDPS.

#### Premier ministre
Après l'élection présidentielle de 2021 voyant Denis Sassou-Nguesso être réélu président de la République pour un quatrième mandat consécutif, ce dernier nomme Anatole Collinet Makosso au poste de Premier ministre le 12 mai 2021, en remplacement de Clément Mouamba.
Anatole Collinet Makosso dévoile son nouveau gouvernement le 15 mai suivant. Composé de 36 membres, ce dernier compte 11 nouvelles personnalités, dont le fils du président Denis Christel Sassou Nguesso, ainsi qu'un membre de l'opposition, Honoré Sayi de l'UPADS. Un 36e ministre, Jean Rosaire Ibara, est ajouté in extremis le lendemain. Ce nouveau gouvernement doit relever plusieurs défis sociétaux et économiques, notamment concernant la dette publique (87 % du PIB avant la crise du Covid-19) et les négociations avec le Fonds monétaire international. Anatole Collinet Makosso effectue un léger remaniement le 24 septembre 2022.

## Œuvres
Anatole Collinet Makosso est un écrivain qui a publié plusieurs ouvrages en français : 
- 2005 : Droit de regard. Témoignage d'un messager du Congo-Brazzaville, L'Harmattan
- 2006 : RDCongo : Les élections, et après ? Intellectuels et politiques posent les enjeux de l'après-transition, L'Harmattan
- 2007 : L'affaire des disparus du beach de Brazzaville. Mise au point pour l'Histoire, L'Harmattan
- 2009 : Pour Edith, L'Harmattan
- 2009 : Derniers mots, dernières images. Hommage à Jean Pierre Thysthere Tchicaya, L'Harmattan
- 2011 : Côte d'Ivoire de l'impasse au chaos : quelle issue ?, L'Harmattan
- 2012 : Mvoumvou: Ensemble levons-nous et bâtissons !, L'Harmattan